# Dovcsák Antal
Dovcsák Antal (olykor – tévesen – Dofcsák) (Budapest, 1879. március 11. – Bécs, 1962) vasesztergályos, politikus, szakszervezeti vezető.

## Életútja
Dovcsák Antal és Blaskovics Júlia fia. Négy polgárit végzett, szakmája szerint vasesztergályos volt. 1911-től a Magyarországi Vas- és Fémmunkások Központi Szövetségének elnöke. A Tanácsköztársaság idején a szociális termelés népbiztosa, 1919. június 24. és 1919. augusztus 1. között a Forradalmi Kormányzótanács elnökének, Garbai Sándornak a helyettese. A Peidl-kormányban, 1919. augusztus 1-től 6-ig kereskedelmi miniszter. 1919. augusztus 17-én letartóztatták, 1920. december 27-én a gyűjtőfogházba vitték. A népbiztosperben elítélték, 1922-ben a Szovjet–magyar fogolycsere-akció során a Szovjetunióba került. 1924-től Ausztriában élt, ahol az osztrák vas- és fémmunkás szakszervezet tisztviselőjeként tevékenykedett. 1962-ben, 83 éves korában Bécsben hunyt el.